# Ruska druga nogometna liga
Ruska druga nogometna liga treća je po snazi (po hrv. ljestvici 3. liga) liga profesionalnog nogometa u Rusiji.
Natjecanje organizira PFL.
Podijeljena je po zemljopisnom načelu na 5 zona: 
- zapad
- centar
- jug
- Ural-Povolžje
- istok

Broj klubova po zonama se mijenja iz godine u godinu. 
2006. godine, ukupno je bio 81 klub.
Pobjednik svake zone se penje u viši nogometni razred, odnosno prelazi u Prvu rusku nogometnu ligu.  
Klubovi, koji okončaju sezonu na zadnjem mjestu u svojim zonama, gube profesionalni status i prelaze u amatersku nogometnu ligu.
Po svim zonama, liga se igra dvokružno, a u zonama "Ural-Povolžje" i "Istok", igra se trokružni turnir, zbog malobrojnosti klubova.
Okončanjem sezone, među pobjednicima zona provodi se Kup PFL-a.